# Miguel Díaz-Canel
Miguel Mario Díaz-Canel Bermúdez (ur. 20 kwietnia 1960 w Placetas) – kubański polityk, działacz państwowy i partyjny. W latach 2009–2012 minister szkolnictwa wyższego Kuby, w latach 2012–2013 wiceprzewodniczący Rady Ministrów Kuby, w latach 2013–2018 wiceprzewodniczący Rady Państwa Kuby, w latach 2018–2019 przewodniczący Rady Ministrów Kuby oraz przewodniczący Rady Państwa Kuby. Od 10 października 2019 prezydent Kuby. Od 19 kwietnia 2021 I sekretarz Komunistycznej Partii Kuby sprawujący władzę autorytarną.

## Życiorys
Urodził się w Placetas w prowincji Villa Clara. Jego ojciec, Miguel Díaz-Canel, był pracownikiem zakładu mechanicznego w Santa Clara, a matka, Aida Bermúdez, nauczycielką. 
W 1982 ukończył inżynierię elektroniczną na Universidad Central Marta Abreu de las Villas w Santa Clara. Po zakończeniu studiów rozpoczął służbę w kubańskich siłach zbrojnych. Od 1985 zaangażował się w działalność polityczną, zajmując kolejne stanowiska w strukturach Komunistycznej Partii Kuby. Został wykładowcą na swoim macierzystym uniwersytecie, gdzie kształcił m.in. członków Związku Młodych Komunistów (Unión de Jóvenes Comunistas, UJC), młodzieżówki partii komunistycznej. W latach 1987–1989 brał udział w „misji internacjonalistycznej” w Nikaragui, w ramach kubańskiej delegacji partii komunistycznej. W 1989 został członkiem komitetu KPK w prowincji Santa Clara oraz członkiem Komitetu Narodowego ZWK. W 1991 wszedł w skład Komitetu Centralnego Komunistycznej Partii Kuby, a w 1993 został drugim sekretarzem Komitetu Narodowego Związku Młodych Komunistów. 
W 1994 objął stanowisko pierwszego sekretarza KPK w prowincji Santa Clara, które zajmował przez dziewięć lat, po czym w latach 2003–2009 pełnił funkcję pierwszego sekretarza KPK w prowincji Holguín. Wszedł również w skład Biura Politycznego KPK. Od 8 maja 2009 do 21 marca 2012 zajmował stanowisko ministra szkolnictwa wyższego w rządzie Raúla Castro, po czym został mianowany na urząd wiceprzewodniczącego Rady Ministrów. 24 lutego 2013 Raúl Castro mianował go na urząd wiceprzewodniczącego Rady Państwa.

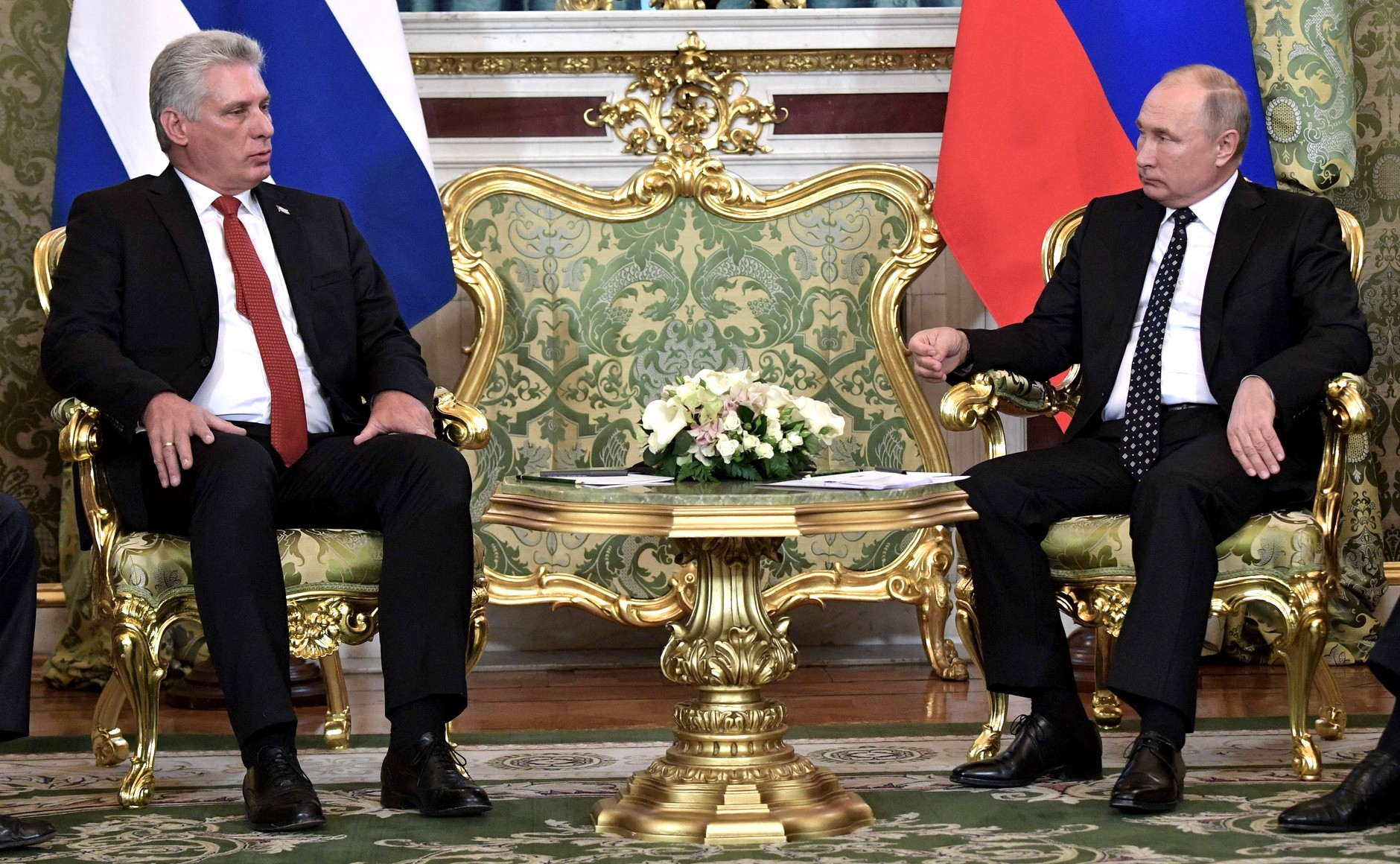
Miguel Díaz-Canel podczas spotkania z Władimirem Putinem w listopadzie 2018

19 kwietnia 2018 Raúl Castro zrezygnował ze stanowisk rządowych, a nowym przewodniczącym Rady Państwa oraz Rady Ministrów Kuby został wybrany Miguel Díaz-Canel. 10 października 2019, w wyniku przywrócenia po 43 latach funkcji prezydenta Kuby, parlament wybrał go na to stanowisko na czteroletnią kadencję. 21 grudnia 2019, również po 43 latach, przywrócono urząd premiera Kuby i Miguel Díaz-Canel przekazał władzę szefa rządu Manuelowi Marrero Cruzowi.
Podjęte przez niego reformy m.in. zakazały dyskryminacji ze względu na niepełnosprawność, płeć, tożsamość płciową, rasę lub orientację seksualną. Ustalił również limit kadencji prezydenta do dwóch (liczących pięć lat).
19 kwietnia 2021 r. został wybrany na stanowisko pierwszego sekretarza Komunistycznej Partii Kuby, zastępując Raúla Castro.

## Wizyty zagraniczne
- Republika Południowej Afryki (16 marca 2015)[12]

- Angola (17 marca 2015): Polityk wziął udział w obchodach 40. rocznicy uzyskania przez to państwo niepodległości i nawiązaniu kubańsko-angolskich stosunków dyplomatycznych[13].
- Namibia (20 marca 2015): Wziął udział w obchodach 25. rocznicy niepodległości tego państwa[14].
- Angola (26 września 2017): Uczestniczył w inauguracji prezydenta João Lourenço[15].
- Wenezuela (30 maja 2018): Oficjalna wizyta państwowa[16].
- Stany Zjednoczone (18 września 2018): Uczestniczył w Zgromadzeniu Ogólnym Organizacji Narodów Zjednoczonych[17].
- Francja (1 listopada 2018): Spotkał się z francuskim premierem Édouardem Philippe[18].
- Federacja Rosyjska (1–3 listopada 2018): Oficjalna wizyta państwowa, odbył spotkanie z prezydentem Władimirem Putinem[19].
- Koreańska Republika Ludowo-Demokratyczna (4–6 listopada 2018): Oficjalna wizyta państwowa[20].
- Chińska Republika Ludowa (6–10 listopada 2018): Wizyta państwowa, odwiedził Pekin i Szanghaj[21].
- Wietnam (9–10 listopada 2018): Oficjalna wizyta państwowa[22][23].
- Laos (10–11 listopada 2018): Oficjalna wizyta państwowa[24].
- Wielka Brytania (12 listopada 2018): Odbył spotkanie z Jeremym Corbynem, liderem opozycyjnej Partii Pracy. Rozmawiał również z kanclerzem skarbu Philipem Hammondem[25].
- Meksyk (1 grudnia 2018): Wziął udział w inauguracji prezydenta Andrésa Manuela Lópeza Obradora[26].
- Wenezuela (9–10 stycznia 2019): Uczestniczył w inauguracji prezydenta Nicolása Maduro.
- Nikaragua (28–29 marca 2019)
- Wenezuela (28 lipca 2019): Oficjalna wizyta państwowa[27].
- Meksyk (17 października 2019): Oficjalna wizyta państwowa[28][29].
- Irlandia (18–21 października 2019): Oficjalna wizyta państwowa[30][31].
- Białoruś (23 października 2019): Oficjalna wizyta państwowa[32].
- Azerbejdżan (25–27 października 2019): Wziął udział w szczycie Ruchu Państw Niezaangażowanych[33].
- Federacja Rosyjska (27–29 października 2019): Oficjalna wizyta państwowa[34].
- Argentyna (10 grudnia 2019): Udział w inauguracji prezydenta Alberto Fernándeza[35].
- Federacja Rosyjska (9 maja 2025): Udział na Placu Czerwonym w Moskwie  w 80. Paradzie Zwycięstwa[36].

## Ordery i odznaczenia
- Wielki Łańcuch Orderu Oswobodziciela (Wenezuela, 2018)[37]
- Order Hồ Chí Minha (Wietnam, 2018)[38]
- Order Agostinho Neto (Angola, 2019)[39]
- Łańcuch Orderu Orła Azteckiego (Meksyk, 2023)[40]
- Wielki Łańcuch Orderu Infanta Henryka (Portugalia, 2023)[41]